# Dryopteris lepidorachis
Dryopteris lepidorachis là một loài thực vật có mạch trong họ Dryopteridaceae. Loài này được C. Chr. miêu tả khoa học đầu tiên năm 1905.